# Ndèye Fatima Dione
Pour les articles homonymes, voir Dione.
Ndèye Fatima Dione, née en 1998 à Dakar, est une mannequin sénégalaise, nommée Miss Sénégal 2020.

## Biographie
Ndèye Fatima Dione naît en 1998 à Dakar. En 2020, elle est élue Miss Sénégal.
Ndèye Fatima Dione est victime d'un viol après son sacre. Tombée enceinte, la jeune femme est très affectée. Mais au lieu de recevoir le soutien du comité Miss Sénégal, celui-ci met un terme brutal à son contrat. Elle donne naissance à un petit garçon en 2021.
Sa mère met en cause une faille dans la protection qui devait être apportée à la jeune lauréate : « Habituellement, lorsque les organisateurs avaient besoin d’elle, ils la faisaient loger à l’hôtel, mais avant son voyage au Maroc, on l’a amenée dans une maison et nous ne connaissons pas la raison. C’est par la suite qu’on nous a fait savoir que le voyage n’aura plus lieu et qu’il a été annulé à cause du Covid-19 ». D'autres candidates dénoncent un animateur qui leur faisait des avances en leur promettant de les favoriser pour le concours.
Amina Badiane, la directrice du comité d’organisation de l’élection Miss Sénégal s'est défendue, le 18 novembre 2021, en déclarant en langue wolof : « Kuñu violé, yaw la neex » à savoir : « Si elle s’est fait violer, c’est qu’elle l’a voulu »,, et de préciser sa pensée : « Une fille violée n’est jamais exempte de reproches. Elle est majeure et vaccinée. Qu’elle apporte des preuves de ce qu’elle allègue et qu’elle porte plainte. Si elle a été violée, c’est parce qu’elle a été consentante », une réaction qui a soulevé une vague d'indignation à travers le pays.
Ces propos, qualifiés d’« apologie du viol », ont été fermement condamnés et ont provoqué le désengagement de sponsors comme la société CFAO Motors Sénégal. En particulier, le mouvement féministe DaffaDoye, une organisation qui lutte contre les violences faites aux femmes et aux enfants, dénonce une réaction inappropriée du comité. Une pétition lancée par la plateforme Ladies Club et demandant « le retrait immédiat de la licence d’exploitation et la dissolution de ce comité » a rassemblé plus de 61 000 signatures.
La ministre de la Femme, Ndèye Saly Diop Dieng, appelle les victimes de violences, quelle qu’en soit la nature, à porter plainte.

## Affaire judiciaire
Le parquet s’est saisi de l'affaire. Plus de trois cents plaintes ont été déposées auprès du procureur à la suite des propos de la présidente du comité Miss Sénégal, Amina Badiane.
Ndèye Fatima Dione ayant refusé de répondre aux convocations judiciaires et faute d'éléments supplémentaires, le 20 janvier 2023, le juge d’instruction a classé sans suite les plaintes pour « viol » et « apologie du viol » émises à l’encontre d'Amina Badiane. En revanche, ce sont la féministe Mariama Kébé « Mamico » et l’acteur Kader Gadji qui sont poursuivis pour « diffamation et injures publiques » envers Amina Badiane.